# Akamboja caparaoensis
Akamboja caparaoensis is een keversoort uit de familie Phengodidae. De wetenschappelijke naam van de soort is voor het eerst geldig gepubliceerd in 2017 door Roza, Quintino, Mermudes en Silveira.